# 5475 Hanskennedy
5475 Hanskennedy (tên chỉ định: 1989 QO) là một tiểu hành tinh nằm ở rìa trong của vành đai chính. Nó được phát hiện bởi Robert H. McNaught ở Đài thiên văn Siding Spring ở Canberra, Australia, ngày 26 tháng 8 năm 1989. Nó được đặt theo tên Hans Kennedy, nhà thiên văn học Hà Lan-Úc.